# De Rosa (fietsmerk)

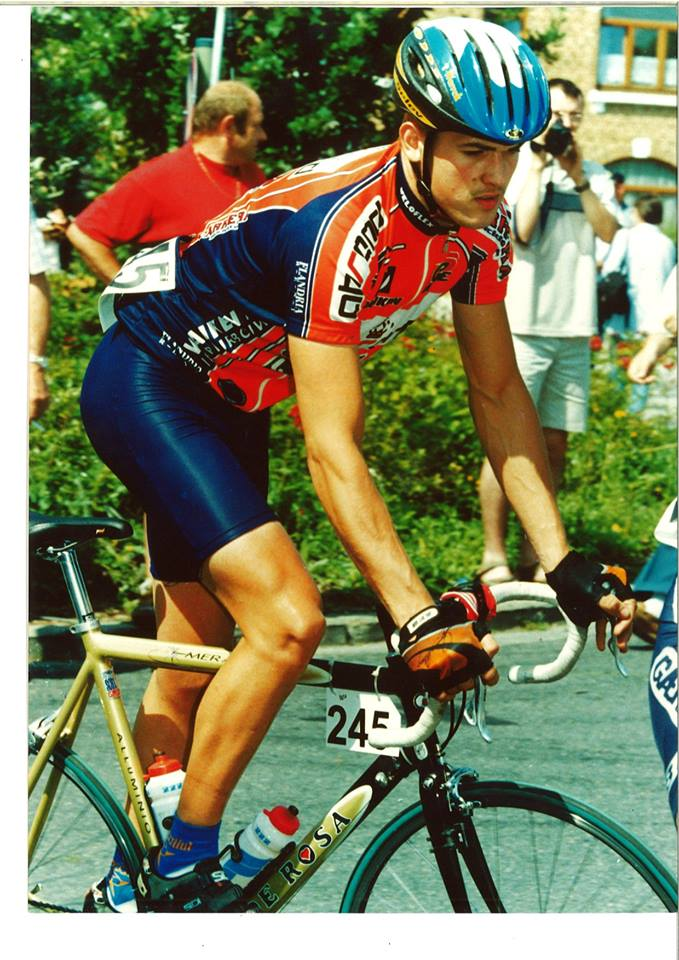
De Rosa Merak bj. 1999

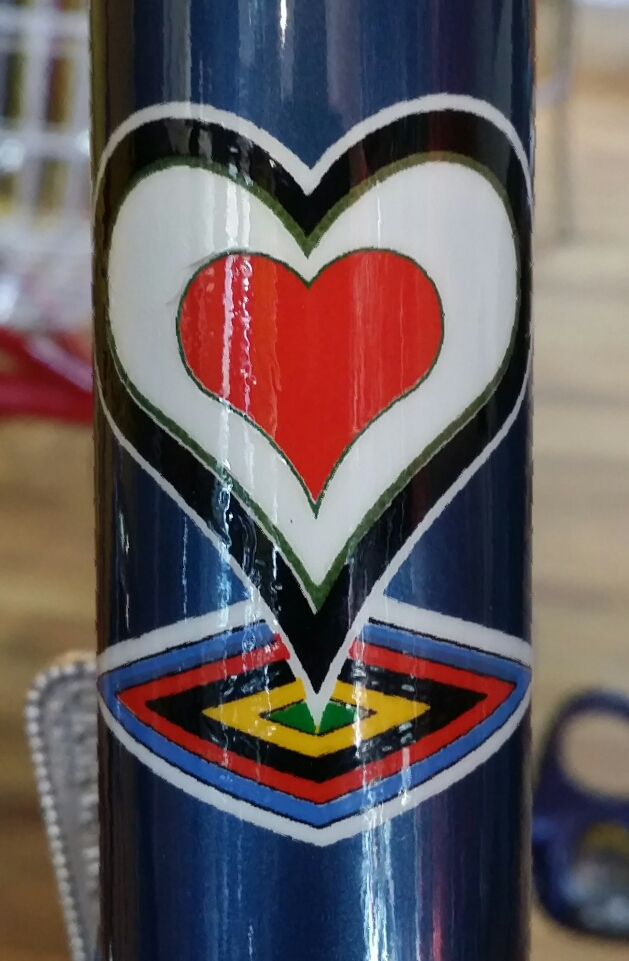
De Rosa-logo in hartvorm

De Rosa is een Italiaans fietsenmerk. Het familiebedrijf dat het produceert werd opgericht door Ugo De Rosa en maakt koersfietsen in het hogere marktsegment. De fietskaders zijn te herkennen aan een hartvormig logo.

## Geschiedenis
Oprichter Ugo De Rosa (januari 27 1934, Milaan, Italië, overleden aldaar op 26 maart 2023)   was eerst amateurwielrenner  voor hij fietsenconstructeur werd. Zijn belangstelling voor wielrennen bracht hem ertoe een opleiding mechaniek te volgen aan een technische school. Begin jaren 1950 opende hij zijn eerste winkel en begon ook de bouw van fietskaders.
In 1958 vroeg Raphaël Géminiani, een gerenommeerd Italiaans wielrenner, een fiets te bouwen voor de komende Ronde van Italië. Nadat Ugo had toegezegd mocht hij ook fietsen leveren aan het team van Gianni Motta. Rond die tijd maakte hij ook enkele fietsen voor Eddy Merckx voor wie hij vanaf 1973 vaste framebouwer en ook mechanieker van diens team Molteni werd. Deze samenwerking bleef tot Merckx stopte met wielrennen in 1978. Daarna werd hij technische adviseur van Merckx toen die zijn eigen fietsfabriek begon.
Later in 1974 werd hij door Filotex van Francesco Moser aangetrokken als fietsenleverancier.
In 1982 werd De Rosa leverancier van het Sammontana team van de latere wereldkampioen Moreno Argentin.
Van 1985 tot 1989 had hij een samenwerking met het professionele wielerteam Ariostea met onder anderen de toprenners Moreno Argentin, Rolf Sørensen en Davide Cassani binnen de rangen. Op dat moment leverde hij aan de VS, Rusland, Japan, België en Duitsland. Door deze stijging van bestellingen werd zijn fabriek in Milaan te klein en verhuisde hij naar een grotere site in Cusano Milanino. Zijn drie zonen traden toen toe tot het bedrijfsmanagement.
In 1990 sponsorde De Rosa het Gewiss-Ballan profteam met vernieuwde frames waarbij titanium, aluminium en carbonvezel gebruikt werd. Van 2001 tot 2004 was De Rosa co-sponsor van het Vini Caldirola team waarbij Romāns Vainšteins als wereldkampioen op de weg werd aangetrokken. Vanaf 2001 reed ook het nieuw opgerichte continentale team Acqua & Sapone met De Rosa fietsen waarmee het fietsenmerk meerdere professionele wielerploegen tegelijk sponsorde . Vanaf 2007 werkte hij samen met het continentale Team LPR, in 2008 leverde De Rosa ook fietsen voor het Rock Racing team van Mario Cipollini.
In 2010 werd de firma sponsor van het De Rosa-Stac Plastic team van Giovanni Fidanza nadat deze LPR verliet.
Daarna werd het bedrijf sponsor van het Nippo Vini Fantini De Rosa team.
In 2018 volgde sponsoring van het Israël Academy team, een project waarin de 24 renners 16 verschillende nationaliteiten hebben en van 5 verschillende continenten afkomstig zijn, dit met de bedoeling een vredesboodschap uit te dragen.
Vanaf 2024 sponsorde De Rosa het Belgische pro-continentale Bingoal WB wielerteam.